# فرانکو کورتیتوویس
فرانکو کورتیتوویس (ایتالیایی: Franco Cortinovis؛ زادهٔ ۲۴ مارس ۱۹۴۵) دوچرخه‌سوار اهل ایتالیا است.